# Cochleanthes aromatica
Cochleanthes aromatica là một loài lan.
 Tư liệu liên quan tới Cochleanthes aromatica tại Wikimedia Commons

## Hình ảnh

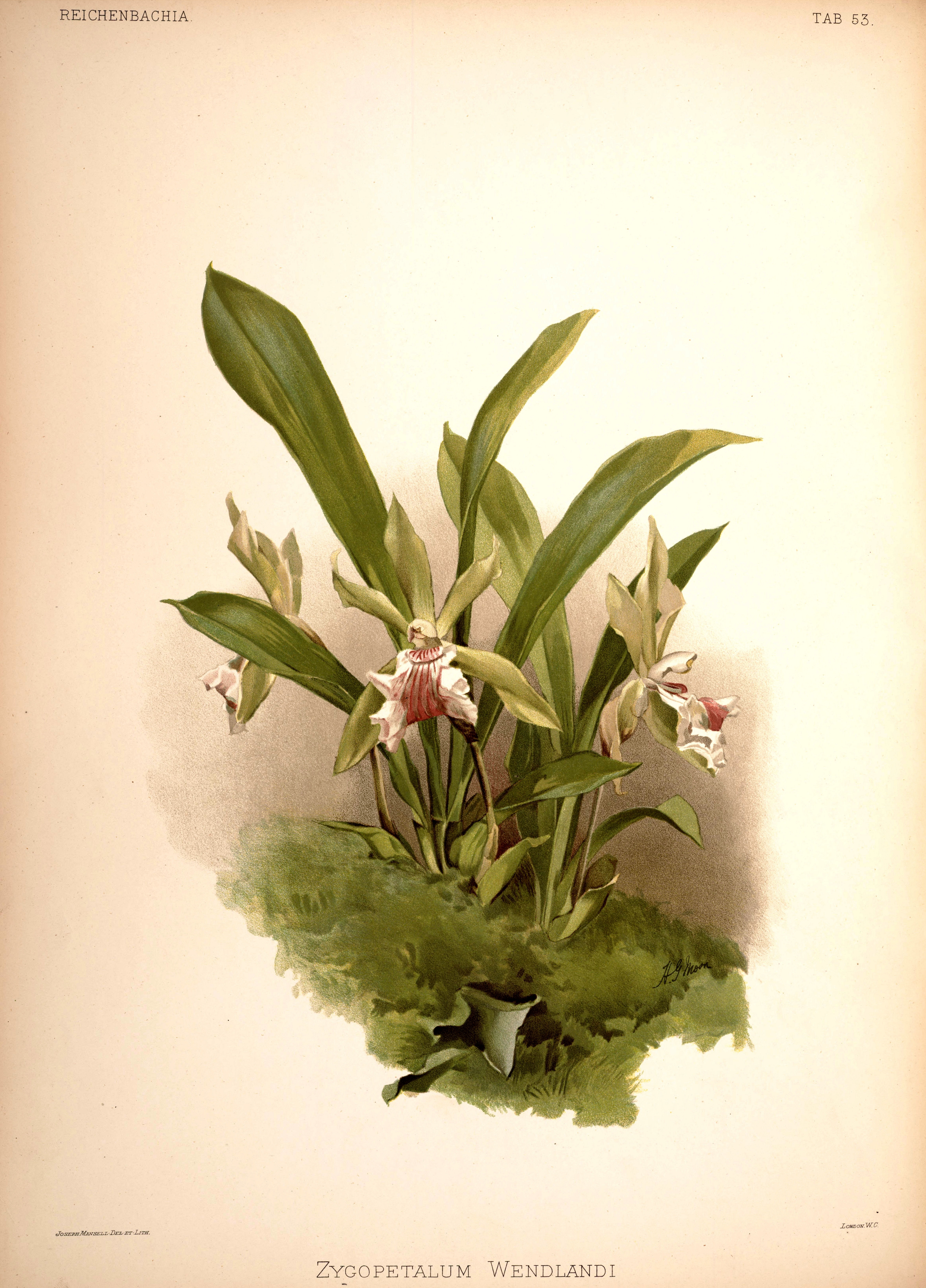